# Consiglio europeo dei giovani agricoltori

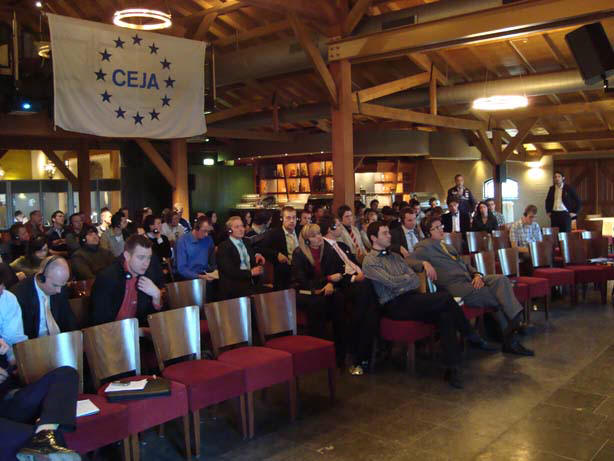
Una riunione del Consiglio europeo dei giovani agricoltori (CEJA)

Il Consiglio europeo dei giovani agricoltori o CEJA (acronimo di Conseil Européen des Jeunes Agriculteurs) è un'organizzazione internazionale no-profit con sede a Bruxelles.
L'organizzazione è stata fondata a Roma nel 1958 con il fine di proteggere e promuovere il cambio generazionale nel settore agricolo.

## Struttura organizzativa
Il CEJA è composto da 26 organizzazioni nazionali e da un membro osservatore provenienti da ventuno paesi europei in rappresentanza di circa un milione di giovani agricoltori.
Gli organi consultivi e decisionali sono l'assemblea generale e il presidio, ovvero la struttura decisionale.
La presidenza è composta da un presidente e quattro vice-presidenti di diverse nazionalità, eletti ogni due anni.
L'ufficio del CEJA si trova a Bruxelles ed è composto da due o tre membri dello staff e da uno o due stagisti.

## Attività
CEJA offre diversi servizi ai suoi membri e mantiene rapporti costanti con le organizzazioni di giovani agricoltori che ne fanno parte. CEJA, in quanto associazione giovanile mantiene dei rapporti stabili con le diverse associazioni giovanili europee.
A Bruxelles CEJA è partner del MER (European Movement of Rural areas) e del gruppo di lavoro della PAC ONG, in cui sono rappresentate diverse organizzazioni del settore agricoltura, ambiente, biodiversità e animal welfare.
A livello internazionale CEJA collabora con l'IFAP (International Federation of Agricultural Producers), la FAO e con Rural Youth Europe.
A livello di Istituzioni europee CEJA partecipa a 18 advisory groups della Commissione Europea.

## Obiettivi
Il principale obiettivo di CEJA è quello di facilitare lo sviluppo del settore agricolo per I giovani agricoltori in Europa. Per questa ragione CEJA offre un servizio di informazione, training ai giovani agricoltori e ne rappresenta gli interessi, fungendo da ponte di comunicazione tra i giovani agricoltori e le Istituzioni europee ed inoltre sensibilizzando i cittadini europei sui temi cruciali del mondo agricolo.
In termini concreti CEJA fornisce chiarimenti sulla "politica agricola comune" (PAC), le riforme e revisioni e soprattutto spiegare come I due pilastri della PAC provvedono assistenza a giovani agricoltori nelle aree rurali.
Inoltre CEJA discute i cambiamenti nell'organizzazione del mercato comune nei diversi settori, quali il vinicolo o il caseario, produzione di frutta e verdura. CEJA si occupa anche di temi rilevanti come la strategia dell'UE sulle bioenergie, sui prodotti fitosanitari, sulle relazioni con il OML, gestione delle risorse idriche e il cambiamento climatico.